# Aurélie Rouge
Aurélie Celia Rouge (sinh ngày 25 tháng 5 năm 1992) là một cầu thủ bóng đá Martinique, đóng vai trò là tiền đạo cho đội bóng đá quốc gia Martinique và đội Pháp ASJ Soyaux. Trước đây cô từng chơi cho FF Yzeure Allier Auvergne.

## Đầu đời
Rouge bắt đầu chơi bóng từ năm sáu tuổi cho một câu lạc bộ địa phương. Năm 13 tuổi, cô gia nhập Rivière Pilote.

## Chơi sự nghiệp

### Quốc tế
Rouge đã thi đấu với đội tuyển bóng đá nữ quốc gia  Martinique tại Giải vô địch nữ CONCACAF 2014.